# 이토 노이지
이토 노이지(いとう のいぢ, 1977년 8월 9일 ~ )는 일본의 일러스트레이터이다. 효고현 출신.

## 약력
- 고등학교 시절에 고가 윤, CLAMP의 그림과 캡콤, SNK의 격투게임에 자극을 받아 캐릭터 디자이너의 길을 선택했다.
- 전문학교 졸업 후 유니존 소프트에 입사했다. 오사카에서 일할 수 있는 게임 제작회사를 찾아 입사하게 됐는데, 면접 후에서야 성인 게임 제작회사라는 것을 알게 되었다고 한다. 그 후 3~4년 그래피커로서 CG를 공부하였고, 1999년에 ‘Be-reave’를 통해 원화가로 데뷔했다. 이후 회사의 주력원화가로서 활약하기 시작했다.
- 라이트 노벨 《작안의 샤나》, 《스즈미야 하루히 시리즈》의 삽화를 맡았으며 이 덕분에 큰 인기를 얻게 된다. 이후, 화풍을 서서히 바꾸어나가 당사의 2005년 작품 《원모어 피시즈》의 제작단계에서 현재 화풍이 확립되어 현재에 이르고 있다.

## 인물 및 담화
펜네임인 이토 노이지의 이토는 SIAM SHADE의 기타리스트인 DAITA (본명: 이토 다이타, 伊藤 大太)에서 왔으며, 노이지는 헤비메탈 록밴드인 SEX MACHINEGUNS의 베이스 담당 NOISY에서 따왔다고 한다. (하지만 공식 로마자 표기는 Noizi Ito이다.)
자화상은 분홍색 바탕에 노란색 물방울 무늬의 외계인 모습으로, 2006년 여름에 있었던 코믹마켓 70에서 인형 '이토 노이지'로서 입체화 및 상품화되어 《일곱빛깔 드롭스》의 애니메이션에도 등장했다.

## 화풍 및 평가
그녀가 그리는 그림은 붓감을 살린 부드러운 선, 매끄럽고 선명한 채색, 좌우로 다소 떨어진 큰 눈이 특징이다. 또한, 소녀의 표정이나 동작, 머리 모양 및 액세서리 등 세세한 부분까지 섬세한 처리를 하는 것으로 인기가 있다. 최근에 들어서는 주요 선을 샤프로 얇게 그리는 경향이 있다. 일반적인 모에 그림에는 드물게, 속눈썹을 섬세히 그려넣는 순정만화 부류의 화풍도 볼 수 있다.
캐릭터의 의상 디자인에 뛰어나다. 특히 학교 교복은 화려함과 기능성을 겸비한 자수나 리본, 단추 등의 독자적인 디자인에 남다른 애착을 보인다.
삽화를 담당한 라이트 노벨의 히트 이후 팬층은 10대에서 20대가 중심을 이루고 있다. 귀여운 그림체로 많은 여성 팬도 보유하고 있다.
《스즈미야 하루히 시리즈》는 원작자인 타니가와 나가루의 담당 편집자가 인터넷을 돌아다니던 중 그녀의 홈페이지를 방문하게 된 것이 계기였다. 타니가와 자신은 성인 게임이나 동인계조차 모르는 인물로서, 그녀를 기용하게 된 것은 완전한 우연이었다고 한다. 이후 애니메이션 《스즈미야 하루히의 우울》의 대형 히트 후 타니가와와의 인터뷰에서, 그는 “하루히가 인기를 얻게 된 이유는 이토 노이지 씨의 그림과 애니메이션 스탭들 덕분이다.”라고 발언했다.

## 작품

### 일러스트 및 삽화
- 작안의 샤나 시리즈
- 스즈미야 하루히 시리즈
- 게임 : 샤이닝 포스 페더
- 게임 : Flyable Heart
- 게임 : 앨리스 퍼레이드

### 애니메이션
- Another 캐릭터 원안

## 동인활동
부사호기계(富士壺機械 후지쓰보맛스인[*])이라는 동인 서클에 가입되어 있다. 전에는 코스튬 플레이어로도 참가한 적이 있었다. 하루히 붐으로 코믹마켓에서는 “여왕”으로 불리는 미츠미 미사토에 버금가는 인기를 얻고 있다.

## 같이 보기
- 타니가와 나가루